# Alestes ansorgii
Alestes ansorgii е вид лъчеперка от семейство Alestidae. Видът не е застрашен от изчезване.

## Разпространение
Разпространен е в Ангола.

## Описание
На дължина достигат до 27 cm.